# Nakibou Aboubakari
Nakibou Aboubakari (Saint-Denis, 10 marzo 1993) è un calciatore francese naturalizzato comoriano, centrocampista del COBSP Saint-Brieuc.

## Carriera

### Club
Ad eccezione di una stagione nella seconda divisione cipriota all'Olympiakos Nicosia ha sempre giocato nelle serie minori francesi, prevalentemente fra quarta e quinta divisione, esordendo in terza divisione nella stagione 2020-2021.

### Nazionale
Ha esordito in nazionale nel 2011; è stato convocato per la Coppa delle nazioni africane 2021.

## Statistiche

### Cronologia presenze e reti in nazionale
| Cronologia completa delle presenze e delle reti in nazionale ― Comore | Cronologia completa delle presenze e delle reti in nazionale ― Comore | Cronologia completa delle presenze e delle reti in nazionale ― Comore | Cronologia completa delle presenze e delle reti in nazionale ― Comore | Cronologia completa delle presenze e delle reti in nazionale ― Comore | Cronologia completa delle presenze e delle reti in nazionale ― Comore | Cronologia completa delle presenze e delle reti in nazionale ― Comore | Cronologia completa delle presenze e delle reti in nazionale ― Comore |
| Data                                                                  | Città                                                                 | In casa                                                               | Risultato                                                             | Ospiti                                                                | Competizione                                                          | Reti                                                                  | Note                                                                  |
| --------------------------------------------------------------------- | --------------------------------------------------------------------- | --------------------------------------------------------------------- | --------------------------------------------------------------------- | --------------------------------------------------------------------- | --------------------------------------------------------------------- | --------------------------------------------------------------------- | --------------------------------------------------------------------- |
| 11-11-2011                                                            | Mitsamiouli                                                           | Comore                                                                | 0 – 1                                                                 | Mozambico                                                             | Qual. Mondiali 2014                                                   | -                                                                     | 83’                                                                   |
| 15-11-2011                                                            | Zimpeto                                                               | Mozambico                                                             | 4 – 1                                                                 | Comore                                                                | Qual. Mondiali 2014                                                   | -                                                                     | 60’                                                                   |
| 5-6-2016                                                              | Moroni                                                                | Comore                                                                | 0 – 1                                                                 | Burkina Faso                                                          | Qual. Coppa d'Africa 2017                                             | -                                                                     | 73’                                                                   |
| 11-10-2020                                                            | Tunisi                                                                | Comore                                                                | 2 – 1                                                                 | Libia                                                                 | Amichevole                                                            | -                                                                     | 89’                                                                   |
| 11-11-2020                                                            | Kasarani                                                              | Kenya                                                                 | 1 – 1                                                                 | Comore                                                                | Qual. Coppa d'Africa 2021                                             | -                                                                     | 71’                                                                   |
| 15-11-2020                                                            | Iconi                                                                 | Comore                                                                | 2 – 1                                                                 | Mozambico                                                             | Qual. Coppa d'Africa 2021                                             | -                                                                     | 54’                                                                   |
| Totale                                                                |                                                                       | Presenze                                                              | 6                                                                     |                                                                       | Reti                                                                  | 0                                                                     |                                                                       |